# Flughafen (metrostation, Neurenberg)
Flughafen is een metrostation bij de luchthaven Neurenberg. Het station werd geopend op 27 november 1999 en wordt bediend door lijn U2 van de metro van Neurenberg.